# Естон Кохвер
Естон Кохвер (ест. Eston Kohver; Йихві Естонія) — офіцер Поліції безпеки Естонії (КаПо). Був викрадений спецслужбами Росії 5 вересня 2014 року на території Естонії та засуджений за шпигунство, контрабанду та торгівлю зброєю до 15 років тюремного ув'язнення в Росії.
Естон Кохвер одружений, у нього четверо дітей.

## Викрадення та арешт
Викрадення Естона Кохвера сталося у п'ятницю, 5 вересня, в Естонії поблизу прикордонного пункту Лухамаа близько 9 години ранку. Невідомі особи погрожуючи зброєю і застосувавши до співробітника спецслужб Естона Кохвера фізичну силу викрали його та вивезли на територію Росії. Викраденню передували перешкоди оперативного радіозв'язку та використання димової гранати з російського боку.

У зв'язку з цією подією в Естонії порушено кримінальну справу. Департамент поліції і прикордонної охорони Естонії оприлюднив «Акт спільного огляду району (місця) прикордонного інциденту», де був захоплений Естон Кохвер. Цей акт було складено 5 вересня. 
|  | У ході спільного розслідування встановлено, що в 30 метрах від російського прикордонного стовпа N 121 було скоєно порушення кордону в напрямку з Російської Федерації в Естонію і назад у РФ, при якому, на підставі заяви естонської сторони, зник громадянин Естонії. Факт порушення кордону визнають обидві сторони. |

Згодом ФСБ Росії заявила, що поліцейського затримали в Псковській області при проведенні агентурної операції. При цьому, значилось, що у нього вилучили пістолет «Таурус» з патронами, 5 тисяч євро, спецтехніку для прихованого аудіозапису, а також матеріали, які мають «характер розвідувального завдання». Естонська влада стверджують, що Кохвер розслідував справу про контрабанду.
Московський Лефортовський суд 6 вересня дав згоду арештувати Кохвера на два місяці. 11 вересня 2014 Кохверу було пред'явлено звинувачення у шпигунстві. Він утримується в слідчому ізоляторі Лефортова. У квітні 2015 року Лефортовський суд Москви продовжив до 5 червня 2015 року термін арешту Естону Кохверу. Також були висунулті нові звинувачення у контрабанді зброї та незаконному перетині державного кордону Росії.
На суді Кохвер не визнав пред'явлені йому звинувачення. 19 серпня 2015 року, Кохвер був засуджений Псковським обласним судом до 15-ти років ув'язнення з відбуванням покарання в колонії суворого режиму, а так само до штрафу в 100 тис. рублів.
На думку директора Балтійського центру досліджень Росії Володимира Юшкіна, Кохвера обміняють на колишнього співробітника КаПо Дрессена, засудженого в Естонії за звинуваченням у шпигунстві на користь Росії. Голова парламентської комісії з державної оборони Естонії Марко Мігкельсон також переконаний, Кохвер може бути достроково звільнений за амністією або обміняний.

## Реакція міжнародної спільноти
Кетрін Ештон 12 вересня 2014 закликала Росію негайно звільнити Кохвера і повернути його у Естонії. Дії російської сторони стосовно Кохвера були названі протиправними і порушують принцип недоторканності кордонів.
12 березня 2015 Європейський парламент прийняв резолюцію з приводу вбивства Бориса Нємцова, в якій також міститься заклик до російської влади звільнити Естона Кохвера.
МЗС Естонії різко засудив рішення російського суду, заявивши, що «викрадення Кохвера з території Естонської Республіки співробітниками ФСБ 5 вересня минулого року і наступне протиправне утримання його в Росії — це грубе порушення міжнародного права і прав людини». Євросоюз також назвав вирок «порушенням міжнародного права». Верховний представник Євросоюзу із закордонних справ Федеріка Моґеріні закликала Росію звільнити Естона Кохвера..
Президент Естонії Тоомас Гендрік Ільвес закликав громадян країни провести акцію на підтримку Кохвера. МЗС України також засудило вирок співробітнику естонської поліції безпеки Естону Кохверу і закликало Росію звільнити його.

## Викрадення та Україна
Викрадення сталося два дні опісля візиту Барака Обами до Таллінну. Аналітики припускають, що Росія намагається шантажувати Естонію, за її позицію стосовно України, за готовність розширити бази НАТО.

## Звільнення
26 вересня 2015 року на прикордонному КПП у Псковській області на мості через річку Піуза відбувся обмін Естона Кохвера на Дрессена, колишнього офіцера департаменту Поліції безпеки МВС Естонії, що відбував покарання за передачу секретних даних ФСБ Росії.
Дрессен був засуджений на 16 років позбавлення волі у 2012 році. В Естонії його звинуватили у державній зраді. Слідство стверджувало, що Дрессен з 90-х років працював на російську розвідку, торгував інформацією про агентів і працівників поліції безпеки Естонії, а також передавав Москві відомості про діяльність латвійських контррозвідників.